# Adlène Guedioura
Adlène Guedioura - em árabe, عدلان قديورة (La Roche-sur-Yon, 12 de novembro de 1985) é um futebolista franco-argelino. Atualmente joga no Al-Gharafa.

## Carreira
Ele foi  para o Nottingham Forest em 20 de janeiro de 2012.
Guedioura representou o elenco da Seleção Argelina de Futebol no Campeonato Africano das Nações de 2013 e 2017.